# Satulung (okręg Marmarosz)
Satulung – wieś w Rumunii, w okręgu Marmarosz, w gminie Satulung. W 2011 roku liczyła 1461 mieszkańców.